# Der Prozeß wird vertagt
Der Prozeß wird vertagt ist ein Spielfilm der DEFA von Herbert Ballmann aus dem Jahr 1958, nach der Novelle „Michaels Rückkehr“ von Leonhard Frank. 

## Handlung
Im Jahre 1955 kehrt der jüdische Emigrant Michael Vierkant aus England in seine Heimatstadt in der Bundesrepublik Deutschland zurück, um die Verurteilung von Dr. Korn zu erwirken, der für die Ermordung seiner Schwester verantwortlich war. Er kommt als Ankläger gegen einen Mann, der neben vielen anderen rassisch Verfolgten auch seine Schwester denunziert und an den Galgen geliefert hat. Michael findet den Mörder seiner Schwester  als wohlbestallten hohen Justizbeamten, wohnend im Hause seiner Opfer, und er begreift, dass sein Arm nicht lang genug ist, um diesen Verbrecher seiner verdienten Bestrafung zuzuführen. Er hatte gemeint, sein Erscheinen müsse dem Verbrecher das Blut stocken machen, die Justizbehörden müssten ihm danken für die Überführung eines so belasteten, moralisch suspekten Mannes; stattdessen tritt er einem reuelosen Mörder im Talar eines Richters gegenüber, der ihn einen Judenlümmel schimpft. Bei einer Auseinandersetzung zwischen beiden, wird Korn in Notwehr von Michael mit der Pistole Korns erschossen. Da Korn aber vorher noch eine Notrufleitung aktiviert hat, ist die Polizei umgehend am Tatort. Auf der Flucht wird Vierkant von der Künstlerin Maria Jäger versteckt, die einige Häuser weiter in der Garage ihres im Krieg sonst völlig zerstörten Wohnhauses lebt. 
Als die Polizei ihn gestellt hat, wird er des vorsätzlichen Mordes angeklagt. Der Kriminalpolizei wird der Fall vom Verfassungsschutz, vertreten durch einen alten Nazi, aus der Hand genommen, der einen politischen Racheakt in kommunistischem Auftrag konstruiert. Maria entdeckt in Michael den Menschen, den sie schon immer gesucht hat, obwohl sie ihn als ehemaligen Nachbarn nicht erkannt hat. Um ihm zu helfen, stellt sie ihren Rechtsanwalt zur Verfügung und nimmt Verbindung mit dem Direktor des Gefängnisses auf. Dieser hat ein schlechtes Gewissen, wegen seiner Mitwirkung in der Zeit des Nationalsozialismus, und lässt sich zur Hilfe überreden. Es ist abzusehen, dass der Prozess gegen Vierkant unter Ausschluss der Öffentlichkeit stattfindet und somit das wahre Geschehen nicht bekannt wird. Mit Unterstützung des Journalisten Crossert wird ein Besuch bei einem Röntgenarzt, zur Flucht Vierkants genutzt. Maria und Michael verbringen eine Nacht in dem Versteck auf dem Boot Crosserts und fahren am nächsten Tag zu einer, von diesem organisierten Pressekonferenz. Hier hat Michael die Möglichkeit die Zusammenhänge über die Erschießung Dr. Korns zu erklären. Dadurch ist die schwere, konstruierte Anklage gegen Vierkant zusammengebrochen und er stellt sich wieder der Polizei. Der Prozess wird vertagt.

## Produktion
Der Prozeß wird vertagt wurde in Schwarzweiß gedreht und hatte am 25. September 1958 im Berliner Kino Babylon Premiere. Die Erstausstrahlung im  DFF  erfolgte am 22. November 1958.

## Kritik
In der Neuen Zeit meint Manfred Merz, dass der Film oft ungerechtfertigt in Traumvisionen schwelgt. In der Berliner Zeitung schreibt  „_ob“, dass es nach dem „Lotterieschweden“ der zweite Film ist, der in ähnlicher Art aus fast den gleichen Gründen nicht befriedigen konnte. Beide Male barg schon der Stoff die Halbheiten in sich. Es bleibt die Frage, ob die DEFA nicht von vornherein eindeutigere, besser verständliche Stoffe wählen sollte, um solche Mängel einzuschränken. Das Lexikon des internationalen Films schrieb, dass künstlerische Schwächen und psychologische Unwahrscheinlichkeiten die politische Zielsetzung der DEFA-Produktion behindern.